# 蒙特鲁维奥
蒙特鲁维奥，是西班牙卡斯蒂利亚-莱昂塞戈维亚省的一个市镇。 总面积26平方公里，总人口75人（2001年），人口密度3人/平方公里。